# Tour de Furiani
La tour de Furiani (en corse : torra di Furiani) est une tour génoise située dans la commune de Furiani, dans le département français de la Haute-Corse.

## Histoire
Au Moyen Âge Furiani était un fief seigneurial avec un château. La tour est ce qui subsiste de l'ancien château de Furiani. Elle a été entièrement rebâtie après 1763 par Pascal Paoli, d'où son nom de « Tour paoline ».

La tour de Furiani et la tour de Nonza sont les deux seules tours carrées édifiées sous Pascal Paoli.
Furiani est une des places fortes appartenant aux seigneurs de Bagnaria ; elle est fortifiée depuis la présence pisane, du XIe au XVe siècle, mais surtout par les Génois.

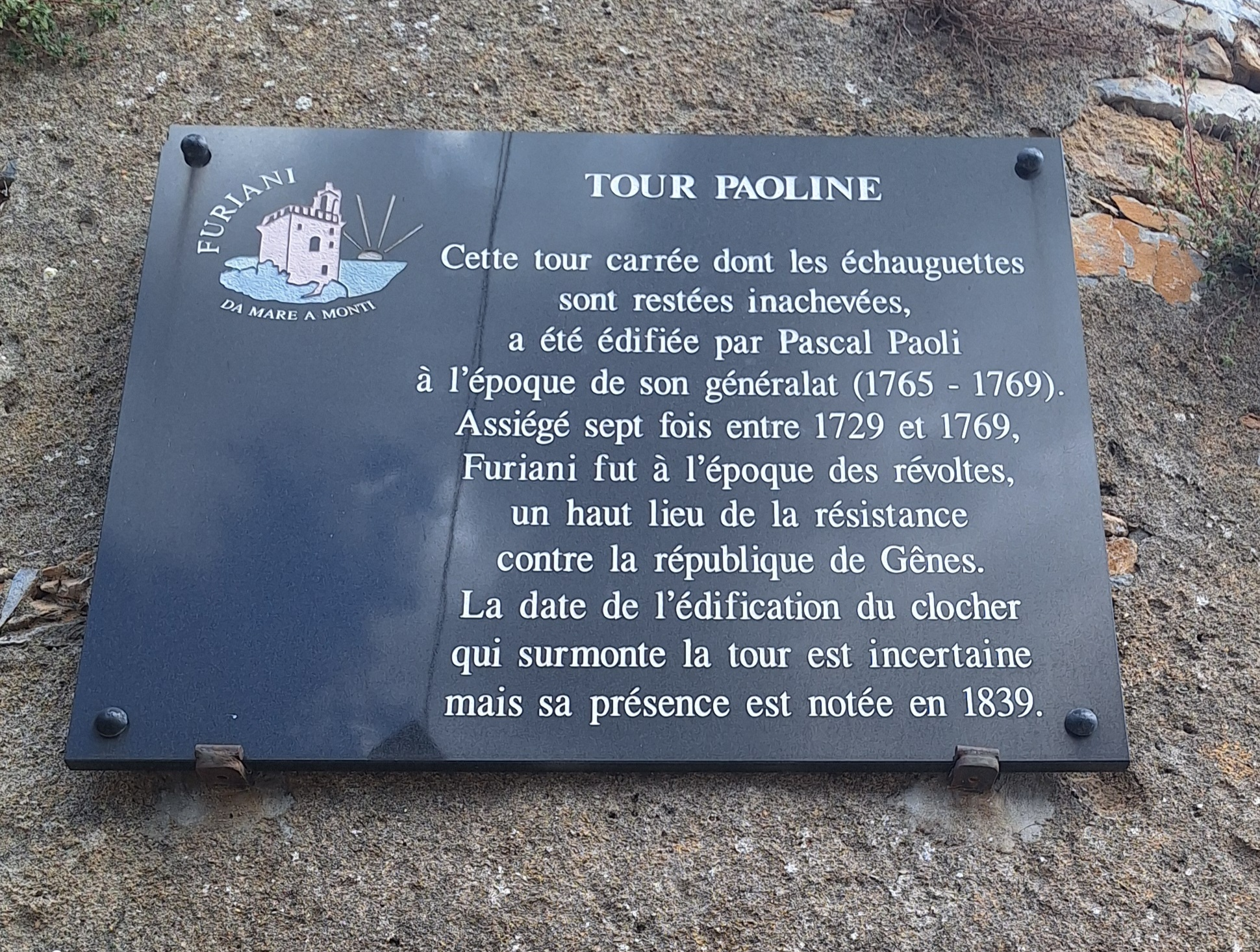
Plaque informative accrochée au bas du mur de la tour carrée.

Sur une plaque apposée au pied de la tour, il est écrit : 
« Cette tour carrée dont les échauguettes sont restées inachevées, a été édifiée par Pascal Paoli à l'époque de son généralat (1765 – 1769). Assiégé sept fois entre 1729 et 1769, Furiani fut à l'époque des révoltes, un haut lieu de la résistance contre la République de Gênes. La date de l'édification du clocher qui surmonte la tour est incertaine mais sa présence est notée en 1839 ».

## Protection
La tour de Furiani est inscrite monument historique par arrêté du 29 juillet 1987.